# Irina Karamanos
Irina Sabine Alice Karamanos Adrian (Santiago, 29 de octubre de 1989) es una socióloga con estudios universitarios de antropología, educación y lingüística, políglota y activista feminista chilena.
Fue pareja del presidente de Chile, Gabriel Boric, por lo cual ejerció el papel protocolar de primera dama entre el 11 de marzo de 2022 y el 29 de diciembre de 2022. En dicho cometido, impulsó la eliminación del papel institucional de la primera dama —denominado como Coordinadora Sociocultural de la Presidencia de la República de Chile—, traspasando las fundaciones que dependían de dicha función a diferentes ministerios.

## Biografía

### Familia
Proviene de una familia paterna griega. Sus abuelos paternos nacieron en Kymi, Grecia, y al migrar a Chile se dedicaron a la confección de guantes y zapatos de cuero.
Su padre, Jorge Karamanos Elefteriu, fue profesor de enseñanza básica, dirigente de la comunidad helénica de la capital chilena en los años 1980 y un reconocido ajedrecista que falleció de cáncer cuando Irina contaba con ocho años de edad, y su madre es Sabine Alice Inés Adrian Gierke, hija de inmigrantes alemanes que se radicaron en Uruguay y que se desempeñó como académica en el Instituto Goethe.

### Formación
Realizó sus estudios primarios y secundarios en el Colegio Alemán de Santiago, un instituto privado localizado en la comuna de Las Condes. Posteriormente, efectuó los superiores en la carrera de ciencia social con estudios en antropología, ciencias de la educación, gestión cultural, formación ciudadana, artes visuales y derechos lingüísticos en la Universidad de Heidelberg, Alemania. Previamente, estudió artes visuales en la Universidad de Chile, carrera que abandonó un año después para residir en Alemania entre 2009 y 2014 y estudiar en Heidelberg.
Asimismo, ella habla español, griego, inglés, alemán e indonesio básico. De igual manera, es estudiante de kawésqar, un idioma indígena propio de un pueblo homónimo localizado en la zona austral de Chile.

## Actividad política

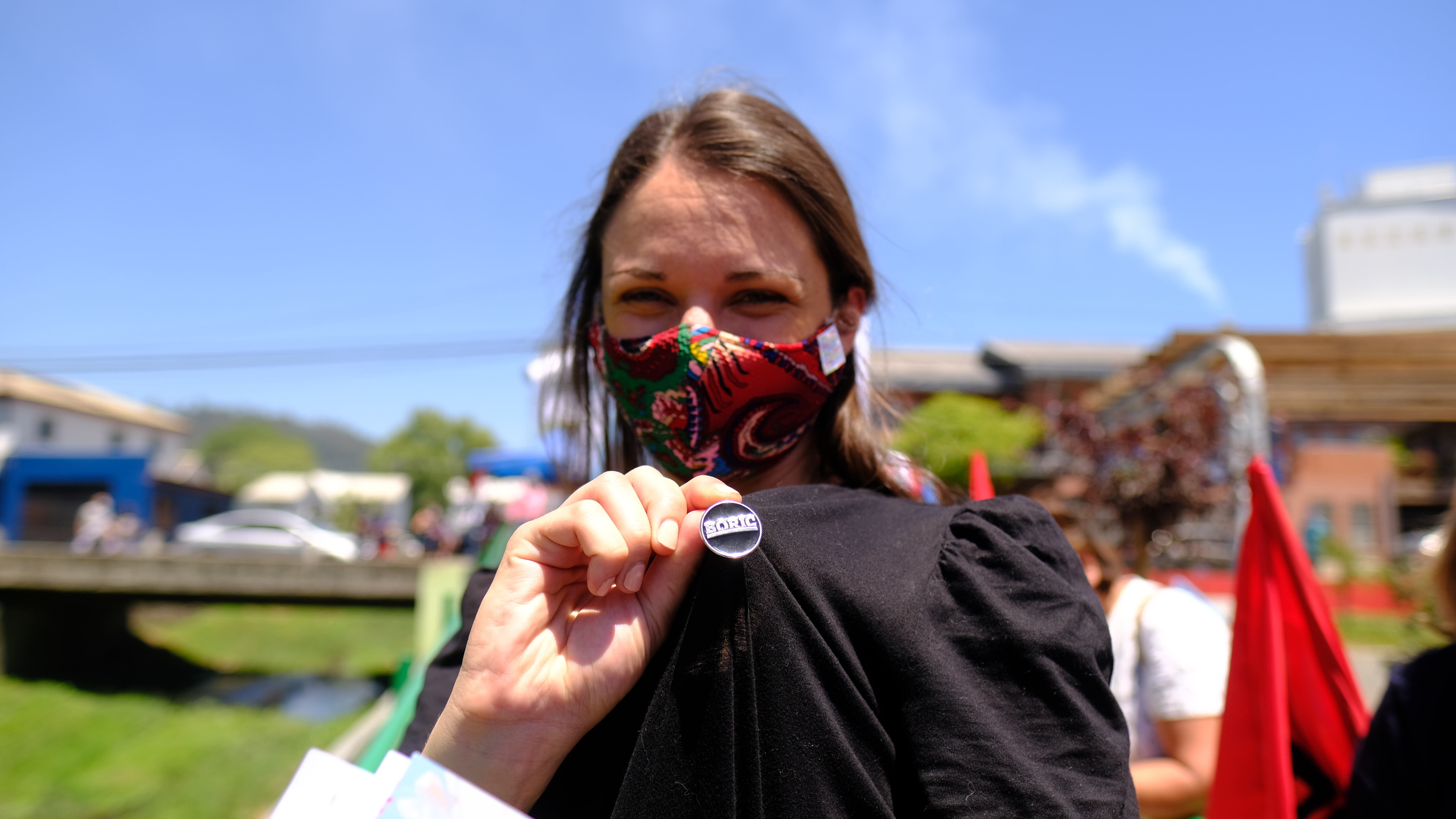
Karamanos en la región del Biobío durante la campaña presidencial de Gabriel Boric, noviembre de 2021.

Es feminista y militante fundadora del partido Convergencia Social (CS), donde fue la encargada nacional del «Frente Feminista» de la colectividad, siendo previamente delegada metropolitana del mismo; desde 2016 militó en el Movimiento Autonomista, donde trabajó en el «Frente de Cultura» de ese movimiento y fue en las actividades que ella organizaba desde ese espacio político en donde conoció a Gabriel Boric, en ese entonces diputado.
Dentro de Convergencia Social, forma parte de un lote distinto que su expareja, y se le ha definido tener un perfil más “transversal” al interior del partido. También es coordinadora de Abrecaminos, una plataforma de incidencia política de mujeres, diversidades sexuales y de géneros.
Entró en el ámbito público al escribir varias columnas para medios nacionales como The Clinic sobre paridad y el rol de la mujer en la política. Además fue panelista e invitada recurrente del programa de debate político Sin filtros en el canal de televisión Vive.
Trabajó por la diputación del político y abogado Gonzalo Winter en el periodo legislativo 2018-2022, quien además es compañero de partido.

## Primera dama

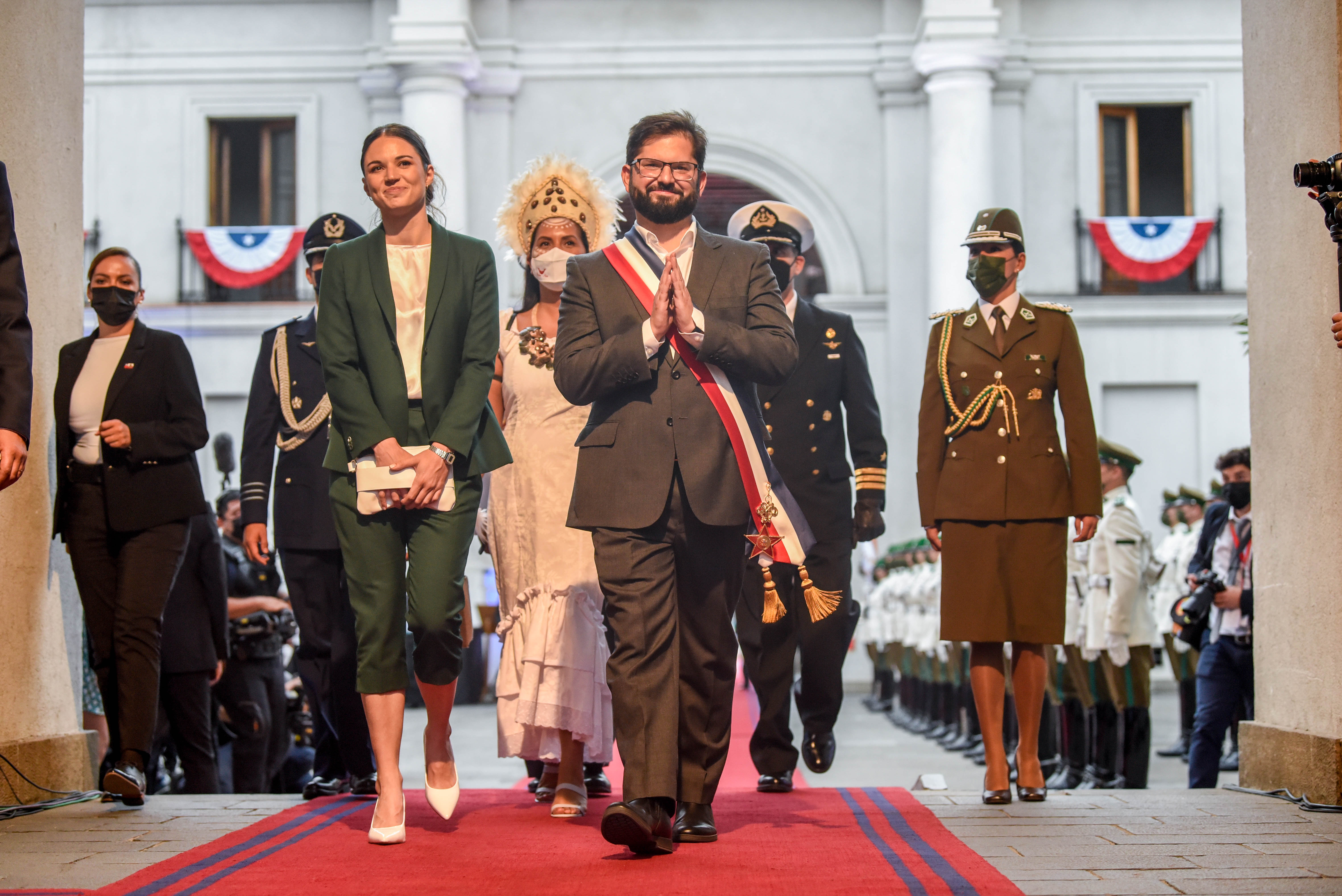
Karamanos junto a Gabriel Boric durante su asunción como presidente de Chile el 11 de marzo de 2022.

En 2021, participó activamente en la campaña presidencial de Gabriel Boric, su pareja desde el año 2018. Tras su elección como Presidente, hubo debate respecto al rol que ella tendría en el gobierno y si asumiría el cargo de primera dama, reservado hasta la fecha para las esposas de los mandatarios. El 18 de enero de 2022, Karamanos anunció que asumiría el rol con el fin de repensar el cargo y tener un rol más social, incluyendo la visibilización de juventudes transgénero, las infancias migrantes, la interculturalidad y los pueblos originarios.
Posteriormente se reunió con la primera dama saliente Cecilia Morel para coordinar el traspaso de funciones, quien le hizo una exposición de cada una de las siete fundaciones que estaban al alero de la Coordinación Sociocultural de la Presidencia —la estructura institucional asociada a la primera dama—, así como de sus principales desafíos.
El 11 de marzo de 2022, junto con la asunción de Boric a la presidencia, Karamanos asumió el título de primera dama y fue nombrada como coordinadora sociocultural de la Presidencia, además de directora de las fundaciones asociadas a dicho cargo.
Durante las primeras semanas de gobierno, la Dirección Administrativa de la Presidencia emitió una resolución que renombraba al gabinete de la primera dama como «Gabinete Irina Karamanos». Además, se establecía que dicho gabinete estaría a cargo de “identificar, proponer y coordinar lineamientos estratégicos y definiciones programáticas para políticas públicas”, en particular en áreas asociadas a la erradicación de la desigualdad y la discriminación de grupos históricamente excluidos. La resolución fue descubierta en junio de 2022 por medios de prensa, lo que fue criticado por la oposición y parte del oficialismo al considerar que se personalizaba una institución de la república. Ante la polémica, el 22 de junio el gobierno chileno eliminó todas las referencias a dicho gabinete en su sitio oficial, y el mismo día se anunció que se dejaba sin efecto la resolución antes aprobada, señalando también que la denominación sería reemplazada por la de «Coordinación Sociocultural de la Presidencia de la República». El 18 de octubre, la Contraloría General de la República dictaminó que el nombramiento de este gabinete fue injustificado y no correspondido, señalando además que significó una invasión a las funciones que le competen a otros ministerios.
En septiembre de 2022, Karamanos participó en diversas actividades durante la gira presidencial a Nueva York en el marco de la Asamblea General de las Naciones Unidas, incluyendo conversatorios sobre feminismo en América Latina y reuniones con académicas chilenas.

### Disolución del cargo institucional

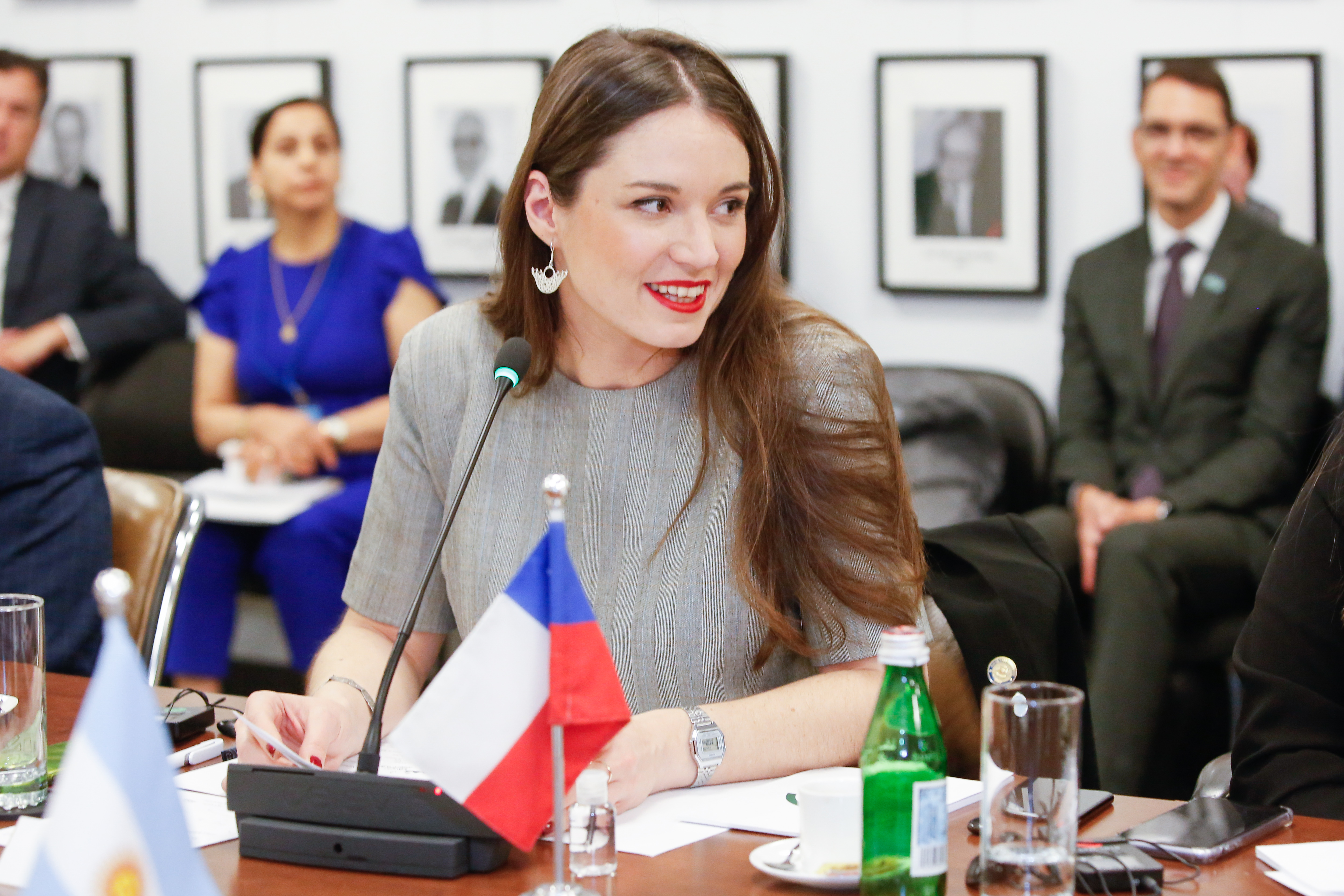
Karamanos como primera dama de Chile en Nueva York, septiembre de 2022.

Durante la campaña presidencial, tanto Karamanos como Boric señalaron la necesidad de reformular el cargo de primera dama. Boric señaló que el cargo de primera dama no tenía sentido y que se debía formar una institucionalidad que acoja a las fundaciones asociadas al cargo “en función de méritos y de carreras funcionarias, y no de lazos de sangre o afinidad con el presidente”. Ella, en tanto, había señalado públicamente que no se identificaba con el rol y que ella no era “ni primera ni dama”.
Pese a estas críticas, Karamanos asumió el cargo, insistiendo en la necesidad de reformular el rol de la primera dama. Indicó que era “importante habitar los espacios institucionales para transformarlos. Nos mueve la convicción de que si no ocupábamos este lugar con liderazgo de cambio, el espacio de primera dama se iba a reiterar en su versión tradicional automáticamente.”
Durante los primeros meses de su gestión, Karamanos desarrolló el plan para traspasar las funciones asociadas a la  Coordinación Sociocultural de la Presidencia de la República a diferentes ministerios, permitiendo abolir institucionalmente el cargo de primera dama. El 4 de octubre de 2022 anunció el plan en una conferencia de prensa y señaló que abandonaría el cargo de primera dama a finales del mismo año, una vez que se realizaran los traspasos de funciones.
Finalmente, el 31 de diciembre de 2022, la Coordinación Sociocultural de la Presidencia finalizó sus funciones tras el traspaso de sus fundaciones a ministerios sectoriales: Prodemu pasó a depender del Ministerio de la Mujer, el Mineduc tomó Todo Chilenter e Integra, mientras que el MIM (Museo Interactivo Mirador), Artesanías de Chile y FOJI quedaron bajo el alero del Ministerio de las Culturas. La presidencia de los directorios de dichas entidades sería nombrada por los respectivos secretarios de Estado en lugar de la cónyuge del Presidente de la República, como ocurría hasta la fecha. Con esto, se eliminó el rol institucional de la primera dama, quedando únicamente como un cargo protocolar.
El 16 de noviembre de 2023, el presidente Boric anunció que, tras cinco años, él y Karamanos habían decidido romper su relación sentimental. En su comunicado, Boric señaló que, unas semanas antes, habían decidido "separar [sus] caminos en lo relativo a [su] relación de pareja por visiones distintas sobre el futuro íntimo", pero que mantenían una relación de "compañeros para siempre". Tras el quiebre, Karamanos finalizó de facto con su papel protocolar de primera dama.